# Mont Perdut
El Mont Perdut (en aragonès, Punta de Treserols, en castellà Monte Perdido i en francès, Mont Perdu) és el cim més alt del massís de Mont Perdut, situat a l'Aragó, a la comarca de Sobrarb (província d'Osca). Té una alçada de 3.355 metres d'alçada.
La via normal d'ascensió s'efectua a través del refugi de Góriz (2.100 m), on és habitual pernoctar, i la canal de "l'Escopidora", un dels punts negres del Pirineu on ha mort molta gent intentant assolir el cim. Per la vall de Pineta també s'hi accedeix, des del refugi de Pineta (1.240 m).